# Видинска епархия
Видинската епархия e епархия на Българската православна църква със седалище във Видин. Епархията архиерейски наместничества (управляващи съответни духовни околии) в Белоградчик, Берковица, Лом и Кула.

## История
Според съчинението на свети Иполит от 222 година апостол Андрей Първозвани при пътуването си от Византия до Велика Скития минава през Малка Скития, Долна Мизия и Средиземна Дакия и лично ръкополага епископи и презвитери навсякъде. Андрей проповядвал на скитите и траките, след което е разпънат на кръст в Патрос Ахейски. За делата на апостол Андрей говорят също Ориген (200 – 258 г.) и свети Доротей.
След смъртта на апостол Андрей християнството се разпространявало около река Дунав от неговите ученици. По-известни от тях са Менан, Ирин и Пин. За тяхната дейност и мъченическа смърт се говори в Синаксара от 1340 година, намираща се в Московската синодална библиотека. В това съчинение се казва: „Тия святи беаша от скатия северния страни оученици на святаго апостола Андрея, иоучащи о имени Христове Многия от поганих, обращая в правей вери и крещаеся; того ради бише от поганного княза и много пъдими биша отвръщися христа и пожрети идолам и не покориша с...“. Появяват се общини в много градове: Одесос, Томис, Маркианополис, Доростол, Абритус, Никополис, Наис, Ремесиана, Рациария и много други.
През 326 година император Константин Велики пренесъл столицата на Римската империя във Византион и установява веротърпимост в империята. В днешна Западна България християнството било проповядвано повече от пристигащи от запад свещеници. Така например свети Климент, който впоследствие става папа, е проповядвал и в София. Свети Мелитон, бележит латински писател, основал църква в София и положил много труд за разпространение на християнството в двете Дакии – Средиземна и Прибежна. В състава на тези области влизали окръзите Кюстендилски, Софийски, Плевенски, Врачански и Видински; също и някои области на територията на днешна Сърбия – Ниш, Пирот и Тимошката долина. По това време в Прибрежна Дакия е основана и Рациарската епархия, впоследствие прекръстена на Бдинска и Видинска.
При образуването на Българската държава Прибрежна Дакия е подчинена на Аварския каганат. Хан Крум през 805 година унищожава хаганата и българската граница се мести при устието на река Тиса. Аварите, а след тях и българите преследвали християните и поради това много малко от тях останали да живеят по тези места. След разрушаването на Рациария главен град в областта останал Бъдин (по-късно Бдин), който бързо се развил и станал важен стратегически пункт в областта. При Борис I (852 – 885) християнската религия в Бъдин и околната област отново се засилила и градът станал и религиозен център. Симеон I издигнал българската архиепископия в патриаршия и създал църковна наредба по подобие на византийската. С въпросната наредба е открита и Видинската епархия. Каталогът на цар Симеон за епархиите не е оцелял и поради това не се знае какво място е заемала Видинската епархия, според хрисовулите на император Василий II обаче епархията е заемала осемнадесето място по ранг. Нейният митрополит имал подчинени 35 клирици и 35 патрици – общо 70 или с 10 души по-малко от патриарха. При наследника на цар Симеон – цар Петър, тази организация на църковната администрация е призната и от Византия. По това време е сключен политически договор между България и Унгария и за да се затвърди договорът, е покръстен един от маджарските князе – Ахтум. Въпросният княз е покръстен от Бъдинската митрополия.
В този си вид епархията е запазена до десетото столетие. По времето на цар Самуил (978 – 1014) столицата на България е преместена в Охрид, а патриаршията се измества в град Преспа. Тогава на Бъдинската епархия е дадено трето място – след епархиите в Скопие и Сердика. Митрополията взема участие в патриаршеския синод в Преспа. Това повдигнало ранга на Бъдинския митрополит; причина за това е било и развитието на града за този период – Бъдин бил важен гражданско – административен център и първокласна крепост. След превземането на града от император Василий II през 1002 година видинската епархия е подчинена на цариградския патриарх. Същата участ сполетява и останалите епархии от придунавска България. Архиереите им били заменени с византийски; всичко това продължило около 20 години. През 1020 година охридският архиепископ Йоан поискал да му се върнат предбалканските български епархии. В отговор на това искане същата година императорът издал втора грамота, с която възстановил независимостта на Охридската архиепископия. Върнати били дванадесет други епархии под властта на Охридската, а сред тях била и Видинската епархия. За последната императорът казва: „Заповедваме, щото видинският епископ да има в градовете на епархията си 40 клирици и 40 парици, защото той ми направи голяма услуга...“ Остава неясно каква е била услугата. По това време църковната епархия била първа по ранг след патриаршеската.
След възстановяването на Второто българско царство Търновската епархия е издигната до патриаршия. През 1202 година Видинската епархия преминава към Търновския диоцез. Браничевската и Белградската област били дарени от византийския император Исак II на унгарския кралски дом. Цар Калоян (1196 – 1207) присъединява тези области и тогава е убит и видинският митрополит. Търновският архиепископ Василий ръкопога за видински митрополит Стефан. Митрополитът запазил ранга си на областен митрополит. Това становище се подкрепя и от грамота на цар Иван Асен II, която е дадена на дубровнишки търговци и в която Бъдин се споменава като главен град на област.
През 1396 година България пада под османска власт и настъпват тежки времена за християнската църква. Доста църкви и манастири са разрушени, не се строи почти нищо ново и поради това няма много запазени сгради от този период. В крепостта Баба Вида например има запазена малка църква във външния двор на замъка. Не е известно името на този храм, а и почти е загубил вида си на църква. По-добре запазена е църквата "Свети Пантелеймон, която е доста стара. Строена е през XII век, вкопана е ниско в земята и има продълговата форма. Състои се от олтар, средна част и притвор, който е отделен с дебела стена. Този храм е служил за катедра на Бдинския митрополит за периода XV – XVIII век. Днес в църквата са запазени някои фрески и славянски надписи.
Едва през периода на Възраждането се наблюдава ново развитие в град Видин и Видинската епархия. Видинският митрополит Антим I е избран за първи български екзарх през 1870 година. По-късно, скоро след Освобождението през 1879 година той е избран за председател на Учредителното събрание във Велико Търново. На това събрание за български монарх е избран Александър I Батенберг. Малко по-късно, през 1885 година, е едно важно събитие – Съединението на България. Скоро след това започва Сръбско – Българската война, в която Видин става арена на интересни исторически събития. По време на войната Антим I обикаля бойните позиции и вдъхва кураж на войниците подобно на един свой предшественик (Евтимий Търновски. За щастие тази война не завършва толкова печално за страната както обсадата на Търново през 1393 година. Военният комендант на Видин капитан Атанас Узунов (1860 – 1887) и други видински първенци посъветвали Антим I да отиде в Калафат с оглед безопасността му, на което митрополитът отговорил нещо, което му прави чест: „Това не е достойно за мен, трупът на пастира трябва да падне там, където пада народ и войска.“ След това през 1887 година Антим I в качеството си на старши и заслужил йерарх подвежда под клетва княз Фердинанд I. Това станало отново във Велико Търново. Малко преди смъртта си Антим I завещава цялото си имущество в полза на църквите в епархията.

## Видински митрополити
На Вселенската патриаршия
- Константин (оловен печат от ок. 1075 г.)[1]
- Касиан (юли 1381-септември 1392 г.)[2]
- Йоасаф Бдински (1392 –)
- Стефан (споменат в 1535 г.)[3]
- Неофит (споменат в 1561 г., подписал Грамотата за царската титла на Иван IV)[4]
- Антим (споменат в 1584 – 5 и 1590 г.)[5]
- Даниил (починал през март 1606 г.)[6]
- Софроний (избран на 20 март 1606 г., отстранен в 1620 г.)[7]
- Евтимий (избран през юни 1620 г.)[8]
- Гавриил (оттеглил се в 1640 г.)[9]
- Софроний (избран на 7 май 1640 г., отстранен в 1660 г.)[10] Бивш атински митрополит.
- Филотей (избран през март 1660 г.)[11]
- Лаврентий (споменава се през юли 1668 г., полудял и отстранен в 1670 г.)[12]
- Даниил (избран през декември 1670 г., оттеглил се в 1676 г.)[13]
- Тимотей (избран на 20 май 1676 г.)[14]
- местоблюстител (от март 1685 г.): Партений IV Константинополски[15]
- Арсений[16]
- Симеон (споменава се в 1700 – 1701[17] и 1708[18] г.; митрополит до 1716 г.[19])
- Никифор (1716 – 1729)[20]
- местоблюстител (от 1729 г.): Григорий II Месемврийски[21]
- Калиник (1733 – 1754)[22]
- Мелетий (избран на 5 декември 1754 г., преместен в 1763 г.)[23]
- Йосиф (избран през май 1763 г., починал в 1766 г.)[24]
- Антим (избран през март 1766 г., починал в 1777 г.)[25]
- Йеремия избран за видински през декември 1777 г., преместен в 1790 г.[26] от ноември 1790 до смъртта си през ноември 1810 халкидонски митрополит[27]
- Матей (избран през ноември 1790 г., починал в 1794 г.)[28]
- Григорий (избран през ноември 1794 г., преместен в 1801 г.)[29] в Деркоска епархия[30]
- Венедикт (избран през юни 1801 г., подал оставка в 1803 г.)[31]
- Калиник (избран през лятото на 1803 г., починал в 1807 г.)[32]
- Дионисий (избран през март 1807 г., преместен през 1814 г.)[33]
- Паисий (избран през януари 1814 г., оттеглил се в 1826 г.)[34]
- Герман (август 1826 – 1831), вселенски патриарх от 1842 до 1845 и от 1852 до 1853 г.
- Антим (избран през май 1831 г., починал в 1840 г.)[35]
- Кирил (избран през юли 1840 г., отстранен в 1846 г.)[36]
- Йосиф, избран на 5 октомври 1846 г., без за отиде във Видин подал оставка през ноември 1846 г.
- Венедикт Византийски (избран на 14 ноември 1846 г., оттеглил се в 1852 г.)[37]
- Паисий (избран на 22 февруари 1852 г., преместен през 1868 г.),[38]
- Антим (1868 – 1872)
- Паисий (1872 – 1882)

На Българската екзархия и Българската патриаршия
- Антим (1872 – 1888)
- Кирил (1889 – 1914)
- Неофит (1914 – 1971)
- Филарет (1971 – 1987)
- Дометиан (1987 – 2017)
- Даниил (2018 – 2024)
- Пахомий (2025)

## Манастири
Видинската епархия има девет манастира:
- Бдински манастир „Успение Богородично“, Видин
- Алботински скален манастир, село Раброво – от 13 век, недействащ
- Брусарски манастир „Св. Архангел Михаил“, Ломска ДО – от 19 век, действащ, без монаси
- Добридолски манастир „Св. Троица“, Ломска ДО – от 11 век, действащ, мъжки
- Изворски манастир „Успение Богородично“, Видинска ДО – от 12 век, действащ, женски
- Клисурски манастир „Св. св. Кирил и Методий“, Берковска ДО – от 12 век, действащ, женски
- Лопушански манастир „Св. Йоан Предтеча“, Берковска ДО – от 10 век, действащ, мъжки
- Раковишки манастир „Св. Троица“, Кулска ДО – от 10 век, действащ, мъжки
- Чипровски манастир „Св. Иван Рилски“, Берковска ДО – от 10 век, действащ, мъжки

## Храмове

### Катедрален храм
- „Свети Димитър“, Видин, построен в 1885 – 1926 г.

### Храмове по духовни околии
- Белоградчишка духовна околия
- Берковска духовна околия
- Видинска духовна околия
- Кулска духовна околия
- Ломска духовна околия

### Други храмове
- Раннохристиянска кръстовидна църква (IV – VI в.) – в село Ботево (руини)